# Ryšininkas
Ryšininkas – wieś na Litwie, w okręgu wileńskim, w rejonie wileńskim, w gminie Niemenczyn.